# Nurcan Özdemir
Nurcan Özdemir (* 1986 in Geislingen an der Steige) ist eine deutsche Schauspielerin und Synchronsprecherin.

## Leben
Nurcan Özdemir ist Tochter türkischer Einwanderer und wurde in Baden-Württemberg geboren. Sie absolvierte ab 2007 ein Journalismusstudium in München und ab 2011 ein Schauspiel-Studium am Lee Strasberg Theatre and Film Institute. Sie wurde danach als Journalistin und Moderatorin tätig, unter anderem für Filmstarts und den RBB. Seit 2016 ist sie als Synchronsprecherin aktiv.

## Filmografie
- 2023: In aller Freundschaft: Herzensbrecher

## Synchronrollen (Auswahl)

### Filme
- 2019: X-Men: Dark Phoenix: Hannah Emily Hamilton als Elaine Grey
- 2019: Rocketman: Sharmina Harrower als Heather
- 2019: High Flying Bird als Kristina Pink
- 2019: Extra Ordinary – Geisterjagd für Anfänger: Mary McEvoy als Janet
- 2020: Scooby! Voll verwedelt als Judy
- 2020: The Prom: Kerry Washington als Mrs. Greene
- 2021: Vivo – Voller Leben als Rosa Hernandez
- 2022: Avatar: The Way of Water als Neytiri
- 2023: The Marvels: Zawe Ashton als Dar-Benn

### Serien
- 2017–2020: Grey’s Anatomy: Frances Nichols als Schwester Karen
- 2018–2021: Pose: Bianca Castro als Veronica
- 2020: Wenn die Stille einkehrt: Katinka Lærke Petersen als Ginger
- 2021, 2023: What If…?: Cynthia McWilliams als Gamora
- 2021: Kein Lebenszeichen: Nailia Harzoune als Judith Conti